# MTV Europe Music Awards 2017
Die Verleihung der MTV Europe Music Awards 2017 (auch EMAs 2017) fand am 12. November 2017 in der Wembley Arena in London, Vereinigtes Königreich statt. Es war das sechste Mal, dass die Verleihung der MTV Europe Music Awards im Vereinigten Königreich und nach 1996 das zweite Mal, dass die Veranstaltung in London durchgeführt wurde. Moderiert wurde die Veranstaltung von der britischen Sängerin Rita Ora.
Die Nominierungen der einzelnen Kategorien wurden von MTV am 10. Oktober 2017 bekannt gegeben. Die meisten Nominierungen erhielt Taylor Swift, welche in sechs Kategorien nominiert worden ist, gefolgt von Shawn Mendes, welcher in fünf Kategorien nominiert worden ist. Bei den meisten Kategorien konnten die Fans über die Internetadresse der MTV Europe Music Awards vom 10. Oktober 2017 bis zum 11. November 2017 abstimmen. Die Sieger der Kategorien Bestes Video wurde von MTV selbst bestimmt. Für die Kategorie Biggest Fans erhielten alle nominierten Künstler bestimmte Hashtags, welche die Fans in Twitter und Instagram benutzen konnten. Der Sieger dieser Kategorie war der Künstler, dessen Hashtag am meisten geteilt worden ist.
In Deutschland wurde die Sendung am 12. November 2017 um 20 Uhr auf MTV Germany (Pay-TV) und Nicknight (Free TV) sowie via Livestream auf der Webseite tv.mtvema.com ausgestrahlt.

## Live-Auftritte
- Eminem feat. Skylar Grey – Walk on Water
- Liam Payne – Strip That Down
- Camila Cabello – Havanna
- Demi Lovato – Sorry Not Sorry & Tell Me You Love Me
- Stormzy – Big for Your Boots
- Rita Ora – Your Song & Anywhere
- Shawn Mendes – There's Nothing Holdin' Me Back
- Clean Bandit – Symphony, I Miss You & Rockabye
- U2 – Get Out of Your Own Way
- French Montana feat. Swae Lee – Unforgettable
- Travis Scott – Butterfly Effect
- The Killers – The Man
- Kesha – Learn to Let Go
- David Guetta feat. Charli XCX & French Montana – Dirty Sexy Money

## Präsentatoren
- Natalie Dormer und Paul Pogba (Bester Song)
- Prophets of Rage (Bester Hip-Hop Act)
- Skylar Grey (Bestes Video)
- James Bay und Nathalie Emmanuel (Bester Alternative-Act)
- Sabrina Carpenter und Daya (Bester Pop-Act)
- Madison Beer (Bester Künstler)
- Jared Leto (Global Icon)

## Nominierungen & Gewinner
Die Nominierungen wurden von MTV am 10. Oktober 2017 bekannt gegeben.

### Bester Song
Shawn Mendes – There's Nothing Holdin' Me Back
- Clean Bandit (feat. Sean Paul & Anne-Marie) – Rockabye
- DJ Khaled (feat. Rihanna & Bryson Tiller) – Wild Thougts
- Ed Sheeran – Shape of You
- Luis Fonsi & Daddy Yankee – Despacito

### Bestes Video
Kendrick Lamar – Humble
- Foo Fighters – Run
- Katy Perry (feat. Migos) – Bon Appétit
- Kyle (feat. Lil Yachty) – iSpy
- Taylor Swift – Look What You Made Me Do

### Bester Künstler
Shawn Mendes
- Ariana Grande
- Ed Sheeran
- Kendrick Lamar
- Miley Cyrus
- Taylor Swift

### Bester Newcomer
Dua Lipa
- Julia Michaels
- Khalid
- Kyle
- Rag ’n’ Bone Man

### Bester Pop-Act
Camila Cabello
- Demi Lovato
- Miley Cyrus
- Shawn Mendes
- Taylor Swift

### Bester Electronic-Act
David Guetta
- Calvin Harris
- Major Lazer
- Martin Garrix
- The Chainsmokers

### Bester Rock-Act
Coldplay
- Foo Fighters
- Royal Blood
- The Killers
- U2

### Bester Alternative-Act
30 Seconds to Mars
- Imagine Dragons
- Lana Del Rey
- Lorde
- The xx

### Bester Hip-Hop-Act
Eminem
- Drake
- Future
- Kendrick Lamar
- Post Malone

### Bester Live-Act
Ed Sheeran
- Bruno Mars
- Coldplay
- Eminem
- U2

### Bester World-Stage-Act
The Chainsmokers
- Steve Aoki
- Kings of Leon
- DNCE
- Foo Fighters

### Bester Push-Act
Hailee Steinfeld
- Jon Bellion
- Julia Michaels
- Kacy Hill
- Khalid
- Kyle
- Noah Cyrus
- Petite Meller
- Rag ’n’ Bone Man
- SZA
- The Head and the Heart

### Biggest Fans
Shawn Mendes
- Ariana Grande
- Justin Bieber
- Katy Perry
- Taylor Swift

### Bester Look
Zayn
- Dua Lipa
- Harry Styles
- Rita Ora
- Taylor Swift

### Power of Music
Rita Ora

### Global Icon
U2

## Regionale Nominierungen

### Nordamerika
Kanada
 Shawn Mendes
- Alessia Cara
- Drake
- Justin Bieber
- The Weeknd

USA
 Fifth Harmony
- DJ Khaled
- Kendrick Lamar
- Bruno Mars
- Taylor Swift

### Europa
Vereinigtes Königreich
 Louis Tomlinson
- Dua Lipa
- Ed Sheeran
- Little Mix
- Stormzy

Dänemark
 Christopher
- Kesi
- Lukas Graham
- Martin Jensen
- MØ

Finnland
 Alma
- Evelina
- Haloo Helsinki!
- Mikael Gabriel
- Robin

Norwegen
 Alan Walker
- Astrid S
- Gabrielle
- Kygo
- SeeB

Schweden
 Zara Larsson
- Axwell Λ Ingrosso
- Galantis
- Tove Lo
- Vigiland

Deutschland
 Wincent Weiss
- Alle Farben
- Cro
- Mark Forster
- Marteria

Schweiz
 Mimiks
- Lo & Leduc
- Pegasus
- Xen
- Züri West

Niederlande
 Lil Kleine
- Boef
- Chef'Special
- Lucas & Steve
- Roxeanne Hazes

Belgien
 Loïc Nottet
- Bazart
- Coely
- Lost Frequencies
- Oscar and the Wolf

Frankreich
 Amir Haddad
- Soprano
- MHD
- Petit Biscuit
- Feder

Italien
 Ermal Meta
- Fabri Fibra
- Francesco Gabbani
- Thegiornalisti
- Tiziano Ferro

Spanien
 Miguel Bosé
- C. Tangana
- Kase O
- Lori Meyers
- Viva Suecia

Portugal
 Overule
- HMB
- Mickael Carreira
- Miguel Araújo
- Virgul

Polen
 Dawid Kwiatkowski
- Kamil Bednarek
- Margaret
- Monika Lewczuk
- Natalia Nykiel

Russland
 Ivan Dorn
- Elena Temnikova
- Grebz
- Yolka
- Husky

Ungarn
 Magdi Rúzsa
- Freddie
- Gabi Tóth
- Joci Pápai
- Kowalsky Meg A Vega

Adria
 Nicim Izazvan
- Koala Voice
- Marin Jurić – Čivro
- Nina Kraljić
- Sara Jovanović

Israel
 Noa Kirel
- Ania Bukstein
- Nechi Nech
- Static & Ben El
- Stephane Le Gar

### Afrika
Afrika
 Davido
- Babes Wodumo
- C4 Pedro
- Nasty C
- Nyashinski
- Wizkid

### Asien
Indien
 Hard Kaur
- Yatharth
- Nucleya
- Parekh & Singh
- Raja Kumari

Japan
 Babymetal
- KOHH
- Kyary Pamyu Pamyu
- Rekishi
- Suiyōbi no Campanella

Korea
 GFriend
- Highlight
- Mamamoo
- Seventeen
- Wanna One

China
 Huo Zun
- Bii
- He Jie
- Pakho Chau
- Wang Sulong

Südostasien
 James Reid 
- Faizal Tahir
- Đàm Vĩnh Hưng
- Isyana Sarasvati
- Slot Machine
- The Sam Willows
- Palitchoke Ayanaputra

### Australien und Neuseeland
Australien
 Jessica Mauboy
- Pnau
- Illy
- Meg Mac
- Vera Blue

Neuseeland
 Tapz
- David Dallas
- Lorde
- Maala
- Stan Walker

### Lateinamerika
Brasilien
 Anitta
- Alok
- Nego do Borel
- Karol Conka
- Projota

Nord-Lateinamerika
 Mon Laferte
- Café Tacuba
- Caloncho
- Natalia Lafourcade
- Sofía Reyes

Zentral-Lateinamerika
 J Balvin
- Maluma
- Morat
- Piso 21
- Sebastián Yatra

Süd-Lateinamerika
 Lali
- Airbag
- Carajo
- Indios
- Oriana